# Spanyol barnabéka
A spanyol barnabéka (Rana iberica) a kétéltűek (Amphibia) osztályának békák (Anura) rendjébe és a valódi békafélék (Ranidae) családjába tartozó faj.

## Előfordulása
Az Ibériai-félszigeten Spanyolország és Portugália területén honos.  Hideg patakok és kisebb folyók sűrű parti növényzetének lakója, de előfordul hegyi tavakban is.

## Megjelenés
Az átlagos testhossza 40-50 milliméter, de elérheti a 70 milliméteres hosszt is. Hosszú hátsó végtagjai és úszóhártyás lába van. A bőre lehet sima vagy enyhén szemcsés. A színe vörösesbarna, néha okker, gyakran sötét és fehéres vonalakkal.

## Szaporodása
A nőstény a petéit a növényzetre vagy a fenékre rakja. A lárva fejlődése mintegy 3 hónap.

## Külső hivatkozások
- Képek az interneten a fajról